# مجدالاشراف

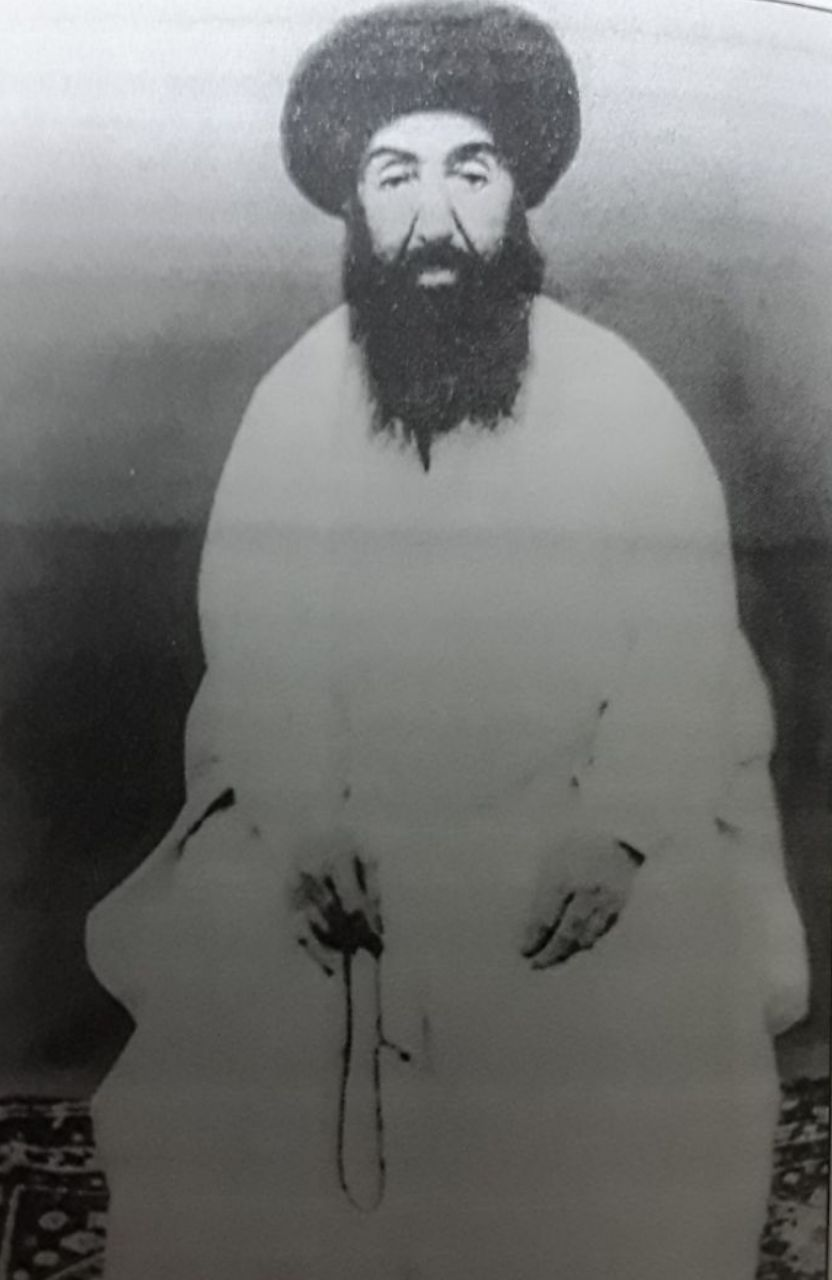
عکس مجدالاشراف

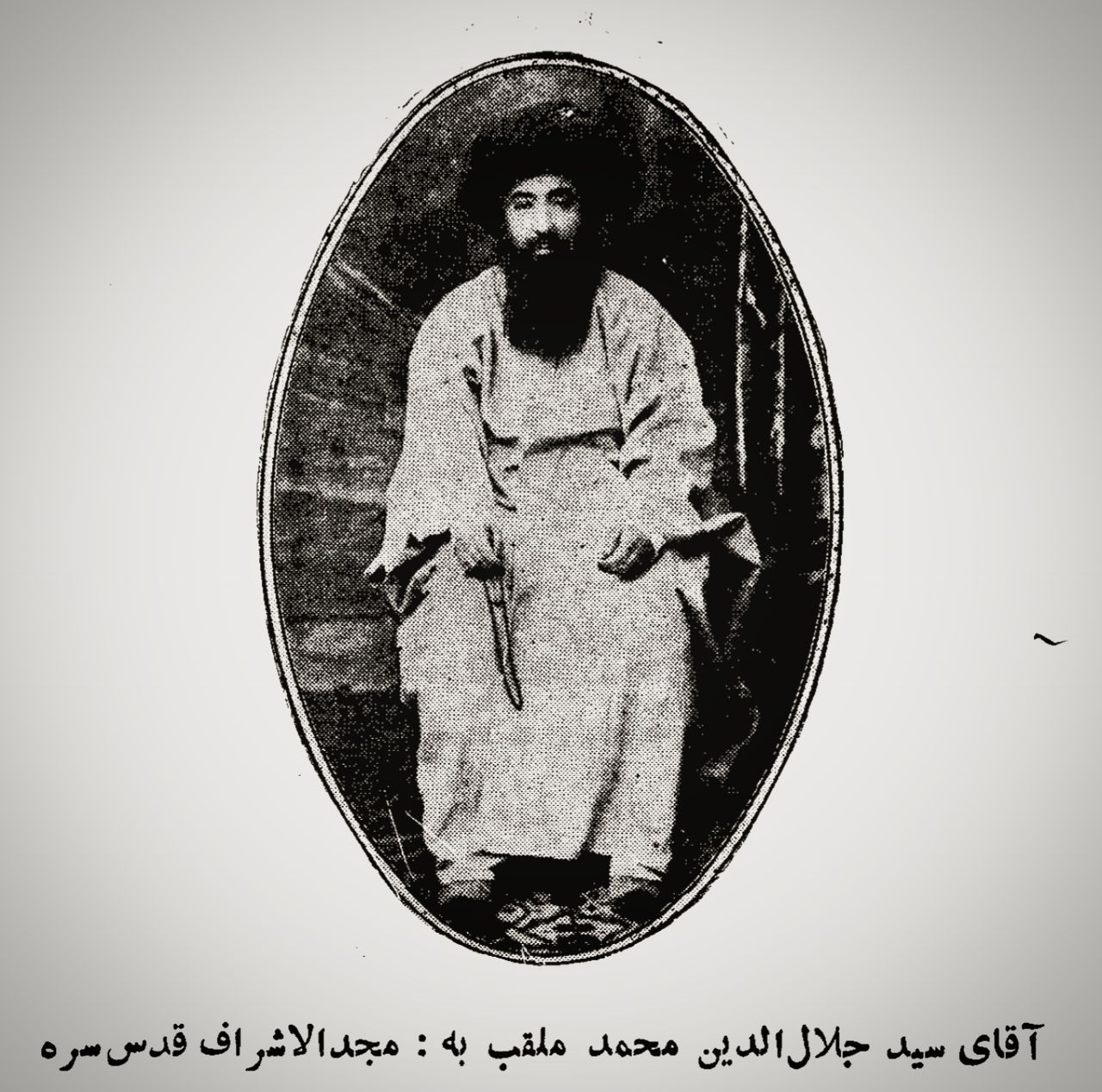
مجدالاشراف قطب 36 ذهبیه و تولیت وقت شاهچراغ و مدفون در حرم ایشان

سید جلال الدین محمد شریفی حسینی (زاده ۱۲۴۳ ه.ق _درگذشته ۱۳۳۱ ه.ق) ملقب به «مجدالاشراف» و متخلص به «قدسی» عارف و حکیم و قطب سلسله ذهبیه و متولی آستان شاهچراغ بود و به همین خاطر به «ذوالریاستین» هم مشهور بود.

## خاندان[۴]
مجدالاشراف افزون بر کمالات اکتسابی و موهبتی میراث دار خاندانی بزرگ است که سده‌ها طلایه داری علم، حکمت و عرفان را به خویش اختصاص داده بودند. این خاندان که به حسینی شریفی مشهورند، بنابر شواهد موجود در سده هشتم قمری در روزگار زندگانی خواجه حافظ به شیراز آمدند تابناک‌ترین چهره این خاندان در ان دوران میر سید شریف جرجانی است که با بیست واسطه به سجاد می‌رسید، وی از علمای جامع سده هشتم و نهم بود و به گفته استاد دکتر صفا، از کسانی است که باید او را از خاتم علمای این دوره محسوب داشت. در بیشتر شاخه‌های علوم رایج ان زمان تالیفاتی از وی به جا مانده.
خاندان حسینی شریفی همواره به مناسبت‌های گوناگون، دارای ریاست دینی و علمی بوده‌اند، بویژه در سدهٔ دهم که امیرسید حبیب‌الله شریفی حسینی
املاک زیادی بر حرم شاهچراغ وقف کرد و به این ترتیب، با تولیت این بیت نیز بر افتخارات این خاندان افزوده شد. سلسله پدران مجدالاشراف تا میرسیدشریف جرجانی بدین شرح است:
۱-علامه جرجانی ۲-امیرسید شمس الدین محمد شریفی الحسینی ۳-امیرسید علی شریفی الحسینی ۴-امیر سید حبیب‌الله شریفی الحسینی (واقف)
۵-امیرسید شاه محمدقاسم شریفی الحسینی ۶-امیرسیدابوالقاسم شریفی الحسینی ۷-امیرسیدعبدالنبی شریفی الحسینی ۸-سید ابوالقاسم شریفی حسینی (مشهور به میرزا بابا و متخلص به «راز» مدفون در صحن آزادی حرم رضا ۹-سیدجلال الدین محمد شریفی حسینی مشهور به مجدالاشراف و متخلص به قدسی
از این میان، سه شخصیت اخیر،مرحوم سیدعبدالنبی ،سیدابوالقاسم و مجدالاشراف، افزون بر مراتب علمی و تولیت استان شاهچراغ، مقام قطبیت سلسله ذهبیه را نیز داشتند

## زندگی
وی در سال ۱۲۴۳ قمری در شیراز و درخاندانی دیده به جهان گشود که چندین قرن میراث دار علم و عرفان بودند  پدرش مرحوم سید ابوالقاسم حسینی شریفی ملقب به اقامیرزابابا و متخلص به “راز “حکیم، فقیه و عارف بزرگ قرن سیزده بود که تالیفاتی حکیمانه و پرمغز و مقبولیتی علمی عرفانی اجماعی داشت
روزهای جوانی مجدالاشراف در محضرپدر و استادان بزرگ دوران خود به آموختن ادبیات عرب، فقه، اصول، کلام، حدیث، تفسیر و جکمت سپری شد. از استادان او می‌توان به میرزا حسن فسایی؛ مؤلف فارسنامه ناصری اشاره کرد که یک دوره ریاضیات عالی را در محضر ان دانشمند برجسته گذراند. مجدالاشراف فزون بر درس مدرسه در دوران جوانی به سلوک الی الله سخت اهتمام داشت و ساعت‌های فراغت را نیز به آموختن هنر خوشنویسی اختصاص داده بود و در خط نسخ و نستعلیق و شکسته به مقام استادی رسید
سپس برای تکمیل تحصیل و ادامه سلوک الی الله عازم مشهد شد و دو سال در ان دیار اقامت گزید و دروس خارج فقه را از رجال علمی ان حوزه پربار آموخت سپس عازم یزد شد و فلسفه و حکمت را که در ان حوزه استادانی بیمانند داشت به حوبی فراگرفت

میرزا احمد تبریزی (وحیدالاولیا) در رساله اوصاف المقربین که در احوال استاد و پیر خود مجدالاشراف تالیفک رده برنامه هفتگی او را در ایام اقامت در مشهد چنین نقل می‌کند
«و اشتغال اوقات خود را اینگونه قسمت کرده بود که ایام هفته را غیر از روز جمعه و دوشنبه به تحصیل علوم از فقه و ریاضیات می‌پرداخت و ان دو روز را تعلیم خط به بزرگان می‌نمود و انجام کارهای لازمه دیگر می‌داد و همیشه با ترک حیوانی، صایم الدهر بود و در هر اربعین یک روز به حیوانی افطار می‌نمود و شبها در مقابل پنجره حرم مطهر روضوی علیه السلام به صلوات و ذکر و اوراد و احیای لیالی و ریاضات اشتغال داشت. با این همه زحمات و ریاضات، اثر جسمانی از نحافت و لاغری و غیره در او پیدا نشد»
سفر تحصیلی و سلوکی وی با بازگشت دوباره به شیراز در سال ۱۲۶۶ قمری پایان یافت و از ان پس تحت تربیت مستقیم پدر قرار گرفت به گفته خود او: «فقیر به عون الله و عنایاته، به مدت بیست سال در حوزه فقر و تربیت مرحوم سیدی به ریاضات و جان کندن مشغول بودم»

## موقعیت مجدالاشراف
پس از درگدشت سید ابوالقاسم راز، فرزند وی سید جلال الدین محمد، ملقب به مجدالاشراف که ۴۳ سال داشت و سال‌ها تحت تربیت مستقیم پدر خود سیر و سلوک کرده بود، مسنددار هر دو منصب قطبیت و تولیت شد  و توانست پس از پدر همان احترامی را که همه نسبت به پدر داشتند به خود نیز جلب کند. این امر چندان شگفت اور نبود زیرا که پدر از همان آغاز جوانی، توجه ویژه ای به سید جلال الدین داشت.

با آنکه همه فرزندان راز چه دختر و چه پسر، اهل فضل و کمال بودند، سیدجلال الدین خاص الخاص بود، چنان‌که راز ضمن شرح احوال خانواده خود، دربارهٔ سیدجلال الدین می‌گوید:
«خمیرمایه اش از نور ولایت الهیه است… و از این فطرت پاک در ایام صبا و جوانی و اوقات تحصیل علوم دینیه و اوان جذبه و سلوک، آنقدر اثر رشد و ولایت سرزده است که تحریری نیست»

جلوه کم مانند مجدالاشراف در حوزهٔ علمی و عرفانی، و مقبولیت اجتماعی و سیاسی او، دقت و داوری و تیزبینی پدر را دربارهٔ فرزند خویش اثبات می‌کند. همچنین بزرگترین شخصیت‌های دوره قاجار هم وی را ستوده‌اند. «میرزاحسن فسایی» نویسنده دانشمند «فارسنامه ناصری» و استاد مجدالاشراف، دربارهٔ شاگرد خود چنین می‌نویسد:
«جناب سیادت انتساب، جلیل الاصل، جمیل الوصف، نور حدقه نجابت و نور حدیقه اصالت، عارف دقایق جذبه و سلوک مزیل اوهام و شکوک، سیدمحمدمجدالاشراف میرزا جلال الدین محمد ذهبی، متولی آستانه مبارکه سیدمیراحمد مشهور به شاهچراغ (ع)...»
و نیز فرصت الدوله شیرازی با آنکه تربیت یافته شیخ مفید (ثانی)، متخلص به داور بود و به او سخت عشق می‌ورزید ولی با عقیده ای ویژه از مجدالاشراف یاد می‌کند و او را «قطب اوتاد زمان» و «سالک راه یقین» می‌خواند 
قطب اوتاد زمان حضرت مجدالاشراف

سالک راه یقین خوش سیر نیک شیم
همچنین سید علی مجتهد کازرونی، فقیهی که آیت الله خراسانی هر وقت می‌خواست مسیله دشواری مطرح کند می‌گفت: «علیین (دو علی) کجا هستند؟» منظور ایشان آقا سید علی مجتهد کازرونی و دیگری حاج شیخ علی مجتهد ابیوردی بود، قصیده ای دربارهٔ مراد خود سید محمد مجدالاشراف سروده که سنگ قبر مجدلاشراف هم مزین به این قصیده است و درپایان قصیده، مادهٔ تاریخ درگذشت مجد الاشراف را بسیار سروده:
لهفی علی کامل قد فارق الدنیا
اعزه الله فی اصحاب اعراف
فقلت اذ سالوا عن عام رحلته
عزیز جنت عدن مجدالاشراف

رساله تحفه الوجود
رساله مرات الکاملین
رساله خلاصه الذهب
رساله تام الحکمه
رساله عنقاییه
مجلل الانوار

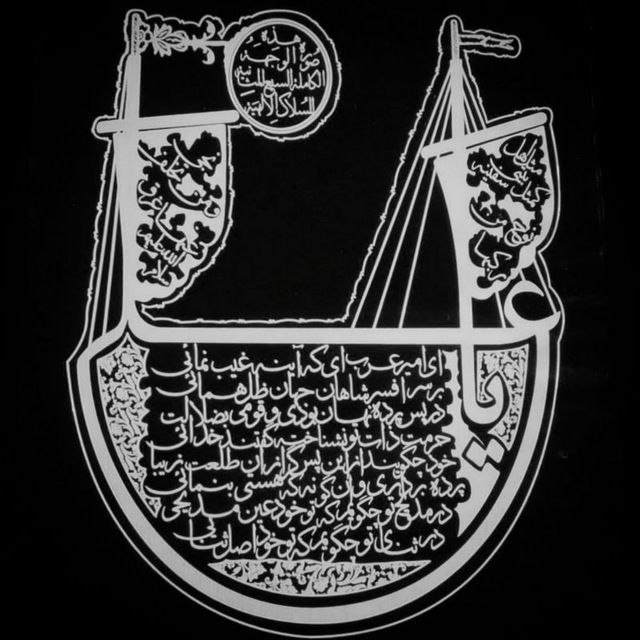
کشتی نجات مجدالاشراف

مجد الاشراف:«پس از سی سال از فوت آن مرحوم (راز شیرازی) گذشت؛ سحرگاهی می‌دیدم در خواب به حضور مبارکش حاضرم صفحه ای در دست فقیر است منقوش به اسم مبارک و نورانی "یا علی" ولیکن به صورت کشتی بزرگ است، متذکر به حدیث مبارک "مَثَلُ أَهْلِ بَیْتِی فِیکُمْ کَمَثَلِ سَفِینَةِ نُوح، مَنْ دَخَلَهَا نَجَا، وَ مَنْ تَخَلَّفَ عَنْهَا غَرِقَ" گردیدم و در تماشای این کشتی بودم آن جناب پیش آمده از دست فقیر گرفتند و بوسیدند و در کمال شوق بر سر مبارک خود گذارده به فقیر مرحمت فرمودند پس از آن مصاحفه فقیرانه کردیم پس از فراغ می‌بینم که می‌خواهند پای فقیر را ببوسند عرض کردم با کمال عجز که فدای عنایات شما چگونه می‌شود به حق مولی فقیر را خجل نفرمائید، فرمودند که نمی‌بینی چه از تو و در دست تو موجود گردیده از باطن ولایت؟

من قدر این نعمت را دانسته و می‌دانم، شاعر گردیدم [آگاه شدم] همان صورت را در پشت کتابی کشیده. تا آنکه جناب مستطاب آقای میرزا احمد خوشنویس [وحیدالأولیاء] از اردبیل به شیراز آمده دل رمیدهٔ ما را انیس و مونس شد، مشغول به سلوک الی الله و ریاضات گردیدند پس از آنکه از این وجههٔ مبارکه که بصورت کشتی نجات اهل بیت سلام الله علیهم اجمعین مستحضر گردیدند… به این صورت که صفحهٔ مقابل است منقوش فرمودند آن را.»

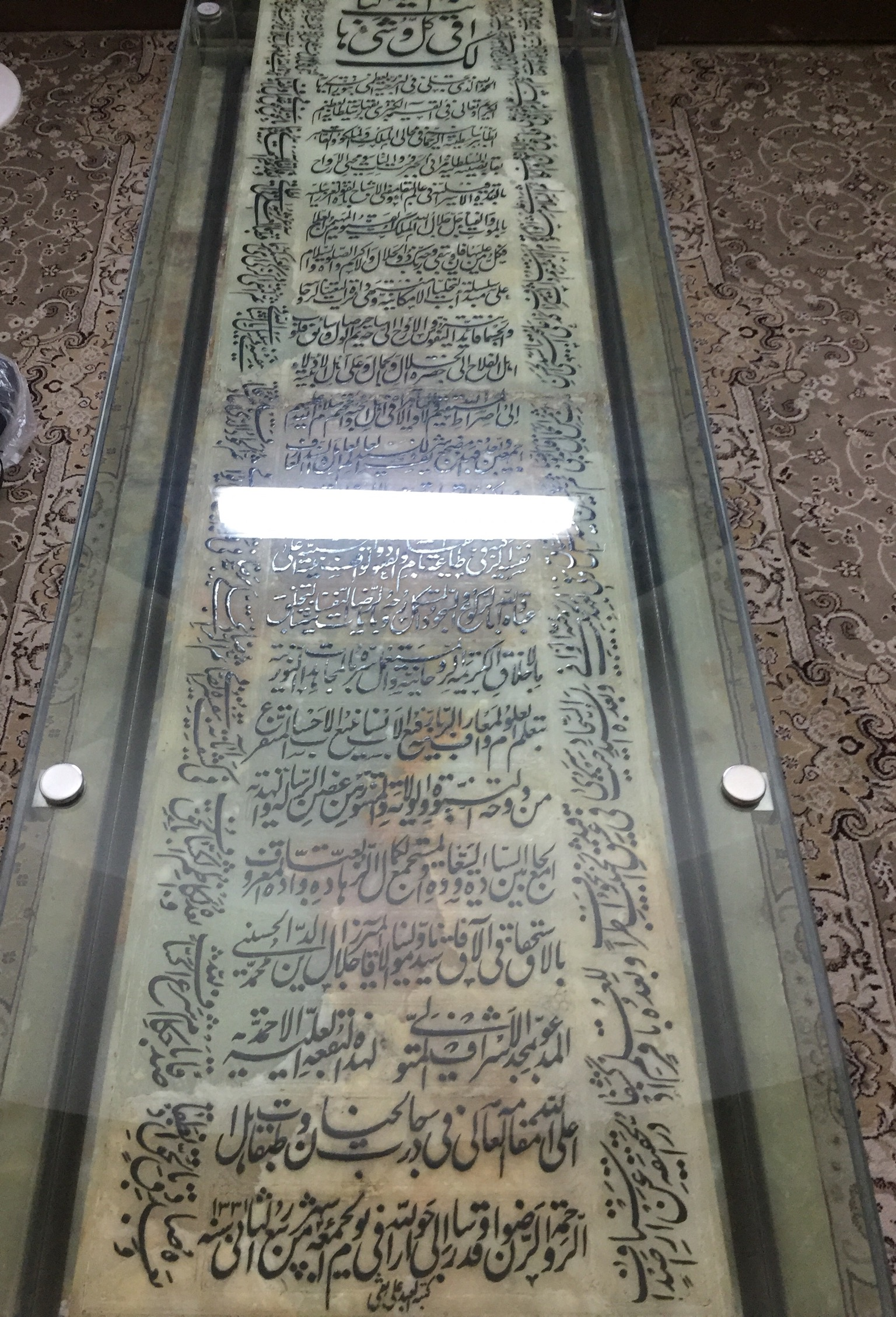
سنگ قبر مجدالاشراف در شاهچراغ

آرامگاه وی در حجره ای در حرم شاهچراغ بین کفشداری بانوان و در ورودی ضریح مطهر قسمت بانوان قرار دارد

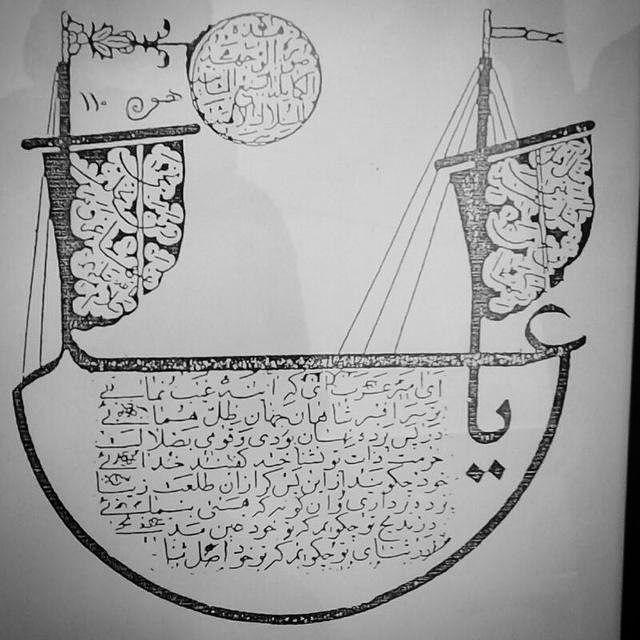
کشتی نجات مجدالاشراف سلسله ذهبیه

١.وقتي از اوقات در سردابي حضرت مولا اميرالمومنين عليه السلام را زيارت كرده كه نميشناختم فرمودند منم علي ؛خود را به پاهاي مبارك انداخته.وقتي ديگر زيارت كردم كه ميشناختم عرض كرده :(اين فرموده شما است "قلعت باب الخيبر بقوة ربانيه"؟) فرمودند:(بلي)

و بهروله افتادم و در جست و خيز مكرر ميگم بقوة ربانيه بقوة ربانيه . حالي شدم كه جناب مستطاب اقا محمد هاشم درويش در افتتاح ولايت نامه فرمودند
بيا شيعه بشنو ثناي علي/صفا ده دلت از ولاي علي
به مهر علي دل منور بكن/تولا به ساقي كوثر بكن
شريعت بدان و طريقت بگير/حقيقت ببين از خوديها بمير٢.سه چيز در طريق حق معتبر است
اول"تجليات انوار رنگارنگ"
ثاني"واردات الهامي باطني الهي"
ثالث"صورت هاي مباركه معصومين روحي فداهم"
هر كس هر سه را دارد ولي كامل است و الا ميبايد جان بدهد تا دارا شود هر چه را ندارد
در خانه اگر كس است يك حرف بس است
3.در مقامی که سالک از تلوین رسته باشد و بحق حالات و ثبات مقام رسیده باشد ، فیوضات الهیه به صورت انوار سماویه جلوه گر می شود ، بر خلاف حال سابق [مقام تلوین] که بروز انوار در باطنش بصورت انوار ارضیه بود مثل مشاعل و آتش های افروخته در اول با دود و در آخر بی دود و شعله ؛ پس از [طی] اطوار اربعهٔ نفسانیه در طور اول [قلب] ، [انوار] به صورت کوکب و ماه و در نهایت طلوع شمس است واز طور دوم الی هفتم نور بی صورت جلوه گر است ، تشخیص آنرا بزرگان سلسلة الذهب به [رنگ های] مختلف داده اند تا آنکه به نور طور هفتم که سیاه است برخورد می شود.
4.
اُختُ النَبُوَّة صنعویه (کیمیا)همواره نقد وقت و قوت لا یموت خاصکان دولت ولایتست از ان است که حضرت مولی الموالی علی روحی فدا عشاقه میفرمایند به هر کس بخواهیم اخت النبوة را اعطا مینماییم

1. 
2. 
3. 
4. 
5. 
6. 
7. 
8. 
9. 
10. 
11. 
12. 
13. 
14. 
15. 
16. 

- خاوری، اسدالله، ذهبیه تصوف علمی و آثار ادبی، تهران، دانشگاه تهران، ۱۳۸۳ش.
- نیری، محمدیوسف، دورساله در حالات و کرامات شاهچراغ (ع)، شیراز،انتشارات دانشگاه شیراز، ۱۳۷۸
- راز شیرازی، سیدابوالقاسم، طباشیرالحکمه، چاپخانه احمدی
- حسینی شریفی، سیدفتحعلی، معرفت به نورانیت امیرالمؤمنین (ع)، تهران، ارمغان تاریخ، ۱۳۹۷
- پرویزی،شمس الدین،تذکره الاولیا،تبریز
- پرویزی،شمس الدین،رساله نوریه
- پرویزی،شمس الدین،مجلل الانوار
- درویش ذهبی شیرازی،میرزامحمدهاشم،ولایت نامه
- شریفی حسینی،جلال الدین محمد،مرات الکاملین
- شریفی حسینی ،جلال الدین محمد ،اثار احمدیه چاپ سنگی صفحه 118